# Hakim (fuzil)
O Hakim é um fuzil semiautomático operado a gás. Foi originalmente projetado pela Suécia e produzido como Ag m/42 para o Exército da Suécia. As ferramentas e o projeto foram posteriormente vendidos para o Egito, e o Hakim foi produzido lá durante a década de 1950 e início da década de 1960. Foi substituído em meados da década de 1960 pelo Maadi AK-47 (uma cópia licenciada do fuzil soviético), mas foi armazenado em arsenais de reserva militar. Nos anos mais recentes, foi observado em uso por algumas unidades policiais egípcias. Cerca de 70.000 foram feitos.
Uma versão reduzida de carabina deste fuzil, chamada Rasheed, foi fabricada em número limitado no Egito usando o cartucho menor de 7,62x39mm.

## História
O "Hakim", um termo árabe que significa "juiz, governante ou governador", refere-se a uma iteração egípcia aprimorada do fuzil sueco Ljungman, também conhecido como Automatgevär m/42. Após a Revolução Egípcia de 1952, o General Gamal Abdel Nasser iniciou uma campanha para modernizar as forças armadas egípcias. Isto envolveu a aquisição de equipamentos de fabricação e suporte técnico inicial da Suécia para produzir uma variante egípcia do Ljungman AG-42. Isto marcou o início da indústria local de armas leves no Egito.
Um total de cerca de 70.000 fuzis seriam produzidos.

## Projeto
O Egito introduziu um sistema ajustável operado a gás, enquanto o Ag m/42 não era ajustável. O sistema Hakim é ajustável pelo uso de uma ferramenta especial e é um tipo de pressão simples e direta, em que o fluxo de gás impacta diretamente na face frontal do suporte do ferrolho, impulsionando-o para trás, que destrava e move o ferrolho conforme o faz. O Hakim apresenta um sistema de ferrolho basculante de padrão Tokarev usado nos fuzis FN-49, SKS e MAS-49.
Enquanto o Ag m/42 disparava o cartucho 6,5×55mm, o Egito possuía grandes estoques de munição 7,92×57mm Mauser, grande parte dela deixada para trás na Segunda Guerra Mundial. Para aproveitar o grande estoque, o Hakim foi reprojetado para aceitar o cartucho maior, o que também exigiu a adição de um freio de boca permanente e não removível para ajudar a reduzir o maior recuo simultâneo. Alguns sites da Internet se referem incorretamente a isso como quebra-chamas; os dois são recursos distintamente diferentes que atendem a funções totalmente diferentes: um freio de boca é projetado para reduzir o recuo (reduzindo assim o estresse do operador, bem como o desgaste do próprio fuzil), enquanto um quebra-chamas é projetado para reduzir o clarão brilhante da boca para que não cegue o operador ao disparar no escuro.
O Hakim possui um carregador de 10 tiros destinado a ser carregado pela culatra superior com pentes de 5 tiros.

## Operadores
- Egito:[7]
- Togo: Os fuzis Hakim foram oficialmente adotados pelas Forças Armadas do Togo e foram usados pelo menos até 1990.[7]
- Iêmen do Sul[8]
- Tunísia[9]
- Somália
- Exército Irlandês de Libertação Nacional